# Reșița
Reșița é uma cidade da Roménia, no distrito de Caraș-Severin, com 73 282 habitantes (2011).

## População
| 1880  | 1890  | 1910  | 1930  | 1948  | 1956  | 1966  | 1977  | 1992  | 2002  | 2011  |
| 14616 | 18448 | 23625 | 19868 | 24895 | 41234 | 56653 | 84786 | 96918 | 84026 | 73282 |